# Leptokoenenia pelada
Espèce
Leptokoenenia pelada est une espèce de palpigrades de la famille des Eukoeneniidae.

## Distribution
Cette espèce est endémique du Pará au Brésil. Elle se rencontre dans la grotte SL42 à Curionópolis.

## Description
La femelle holotype mesure 1,020 mm et le mâle paratype 1,005 mm.

## Publication originale
- Souza & Ferreira, 2013 : Two New Species of the Enigmatic Leptokoenenia (Eukoeneniidae: Palpigradi) from Brazil: First Record of the Genus Outside Intertidal Environments. PLOS ONE, vol. 8, no 11(11), e77840, p. 1-18 (texte intégral).